# بيدرو عبد (قرطبة)
بلدية بيدرو عبد (بالإسبانية: Pedro Abad)‏، هي إحدى بلديات مقاطعة قرطبة إحدى مقاطعات إسبانيا، و التي تقع في منطقة الأندلس جنوب إسبانيا.
يبلغ عدد سكانها 2.924 نسمة وفقاً لإحصائية سنة (2007).